# St. Maria ad Ortum

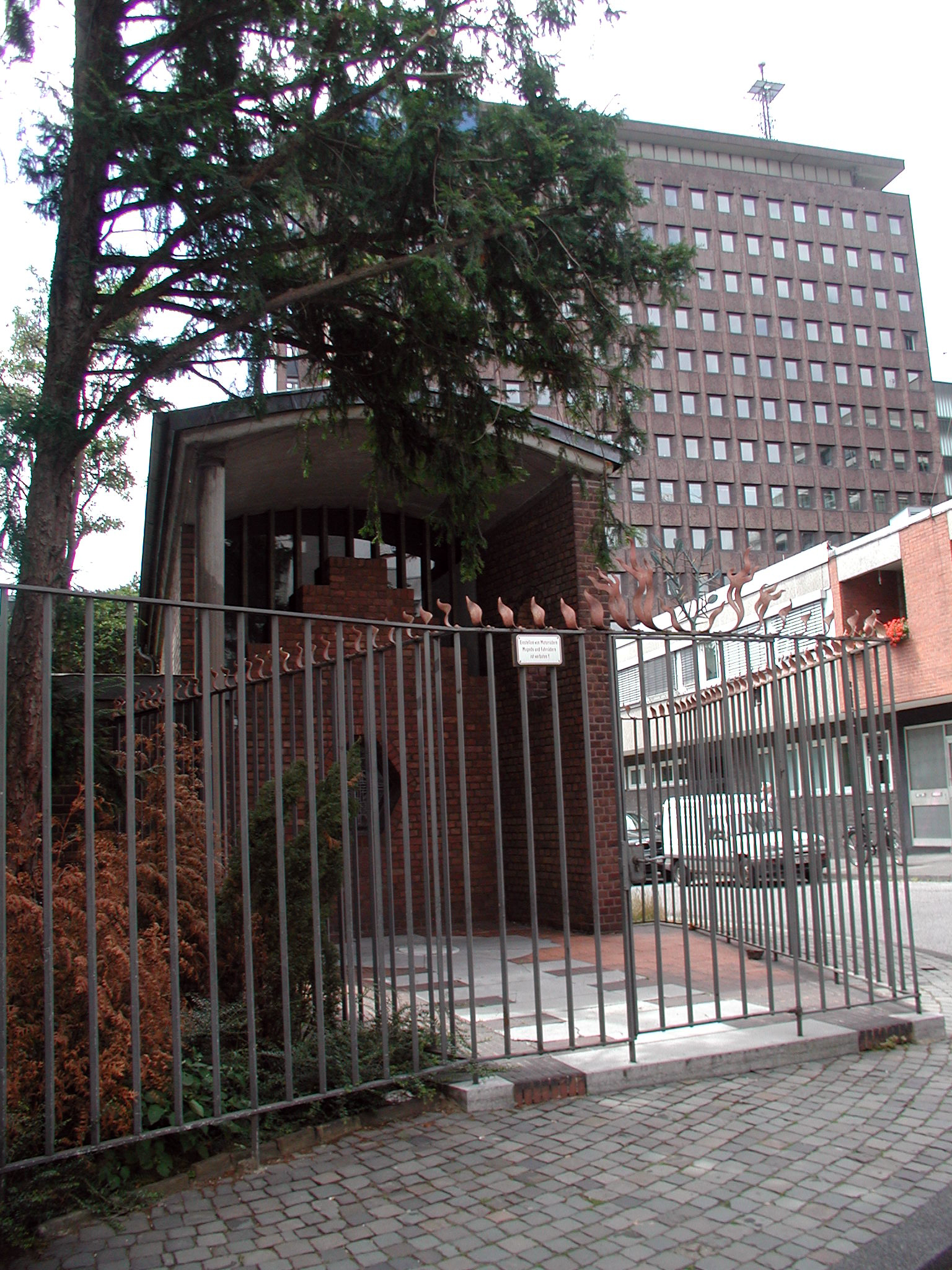
Kapelle St. Maria ad Ortum

Maria ad Ortum (hortus sanctae Mariae) war eine dreischiffige spätromanische Kirche
des Zisterzienserinnenordens „zo sent Marie garden“, Mariengarten, in Köln, die in der Franzosenzeit aufgehoben und niedergelegt wurde. An sie erinnern heute noch ein Straßenname und eine ihren alten lateinischen Namen tragende Kapelle.

## Lage

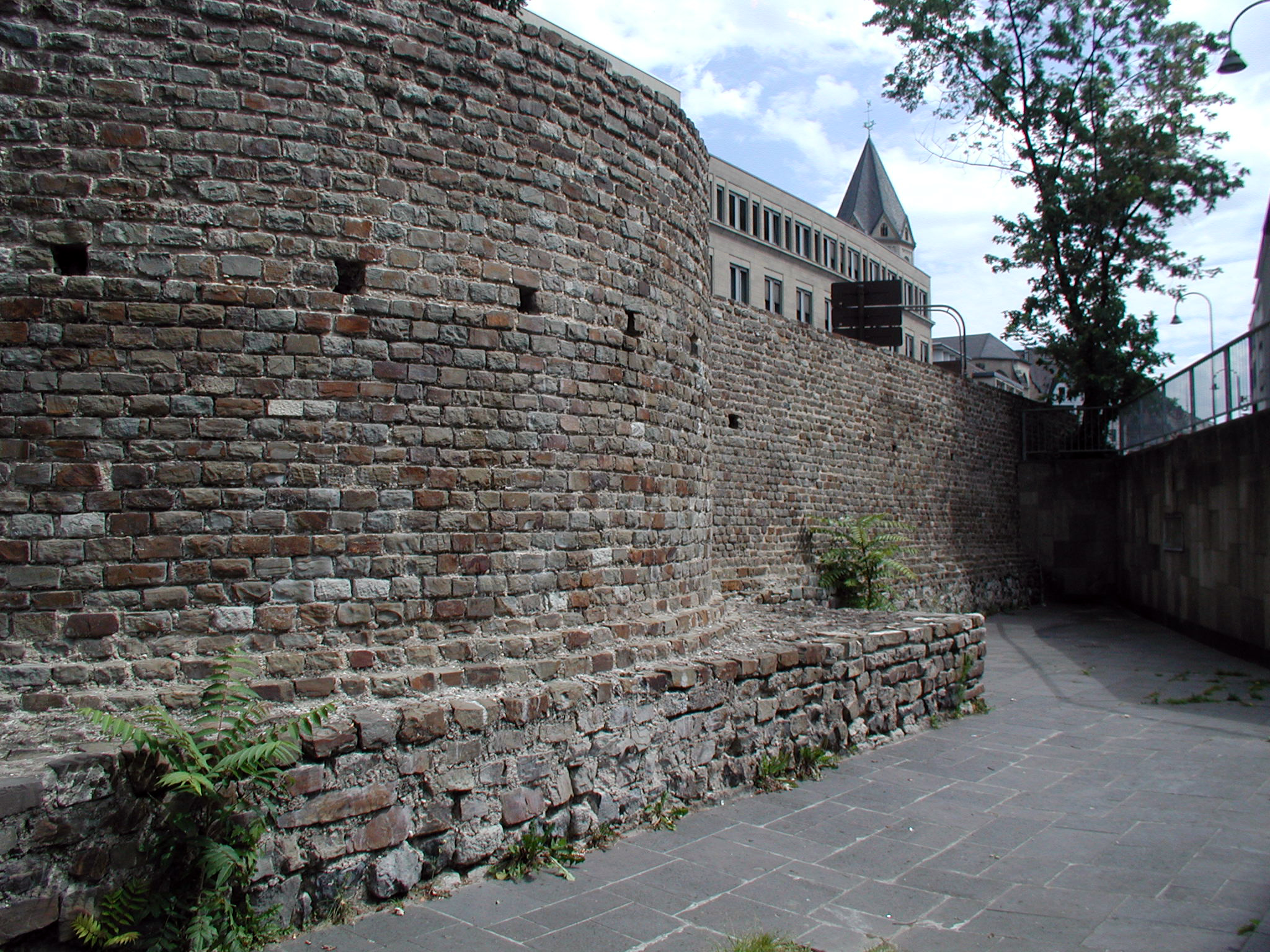
Römische Nordmauer, Reste des Lysolphturmes

Kirche und Klostergebäude standen auf dem innerhalb der römischen Stadtmauer liegenden Areal unweit eines Wehrturmes der Nordmauer, welcher „Lysolphturm“ genannt wurde. Der von Baumgärten umstandene Konvent der Ordensschwestern lag zwischen den auch heute noch stillen Straßen „Margardengassen“, der heutigen Mariengartengasse, und der im 12. Jahrhundert „urbis murus“ später „up der burchmure“ genannten heutigen Burgmauer.
Mit dem im Nordwesten am damaligen Rand der Stadt gelegenen Areal fanden sie, der Tradition des Ordens folgend, einen Ort der Stille. Dennoch gelangten die Ordensschwestern bei Bedarf schnell in das sich entwickelnde Zentrum der Stadt entlang der Hohe Straße und zu den zentralen Märkten Alter Markt oder Heumarkt. Auch die Kathedrale, der Kölner Dom, war nicht weit entfernt.

## Spätromanische Kirche

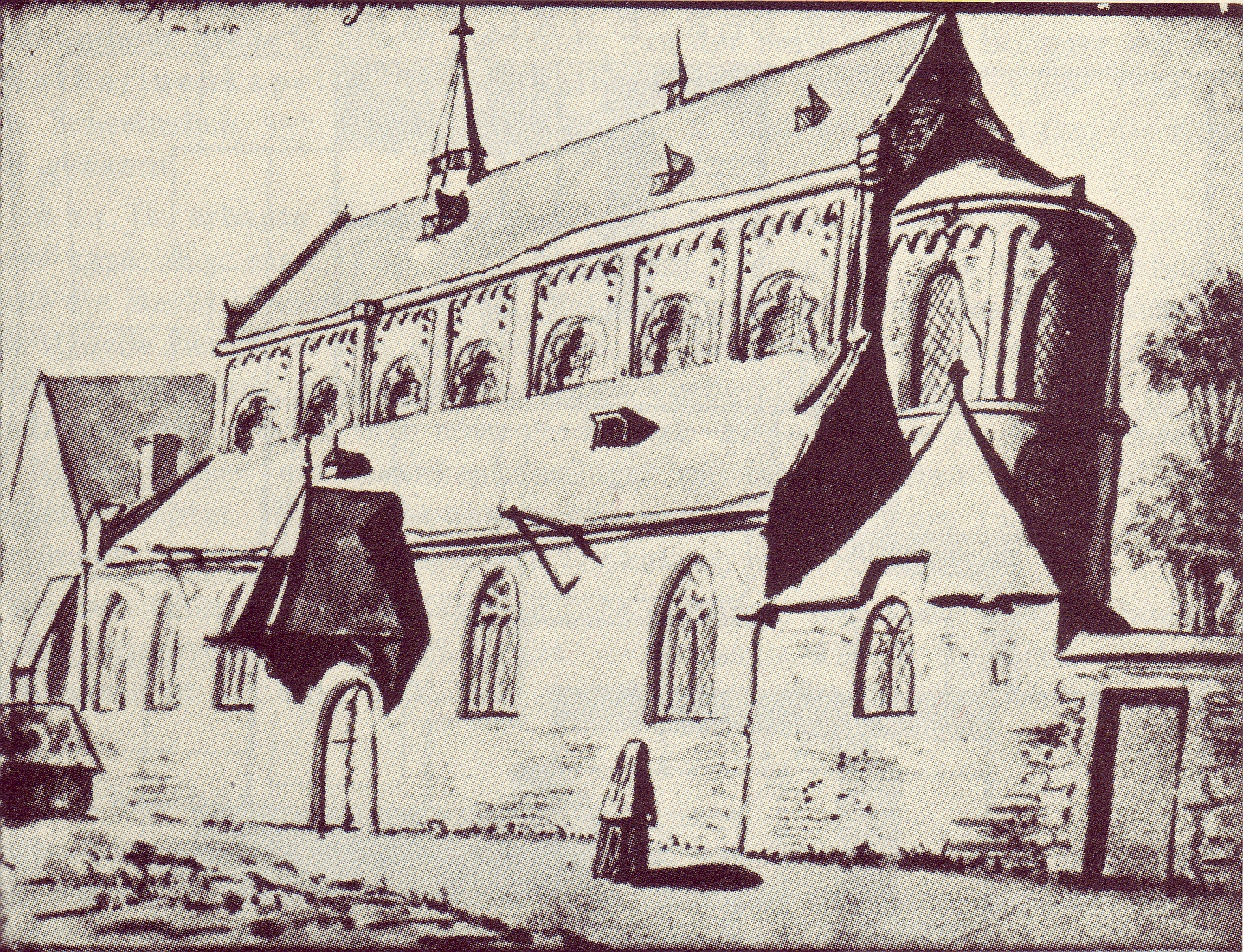
Maria ad Ortum von Südosten, Zeichnung von Justus Vinkenbooms 1664/65

Maria ad Ortum war eine dreischiffige spätromanische Kirche mit halbrundem Chor und typischem Dachreiter. Sie wurde zwischen den Jahren 1244 und 1260 anstelle einer kleinen Klosterkapelle erbaut. Die Kirche bestand bis zur
Aufhebung des Klosters im Zusammenhang mit der Säkularisation 1802 und wurde im Jahr 1805 abgebrochen.
Nach der Aufhebung der Kirche gelangten wertvolle Ausstattungsstücke in die „Alte Pinakothek“ in München und in das „Germanische Nationalmuseum“ nach Nürnberg. Die Memorientafel der Stifterfamilie, der Grafen von Neuenahr, verblieb in Köln und gelangte in das Wallraf-Richartz-Museum & Fondation Corboud. Dort befindet sich auch der nach 1484 entstandene Familienaltar Maria auf der Mondsichel (Inventar-Nr. WRM 0853) mit Darstellungen von Heiligen und der Familie des Grafen Gumprecht II. von Neuenahr vom Meister der Heiligen Sippe der Jüngere (* um 1450; † um 1516), der aus der Kirche St. Maria ad Ortum stammt.

### Mäzene der Kirche

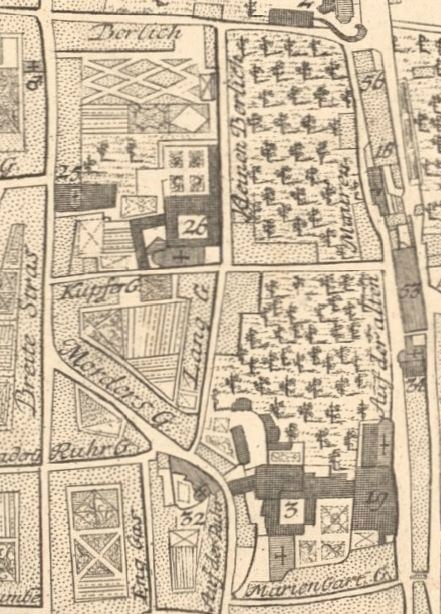
Johann Valentin Reinhardt: Kölner Stadtplan von 1752 (S ↔ N). Legende:
3 - B. M. V. in Horto
26 - Discalceatessar. S. Theres.
(früherer „Neuenahrer Hof“)
(Die Beschriftungen von Kupfer G. und Lang G. sind vertauscht)

Förderer des Kirchenbaues waren die Grafen von Neuenahr. Ihr Hofgut, der „Neuenahrer Hof“, stand an der Ecke Lang- und Schwalbengasse. Sie wählten die Kirche auch als Begräbnisstätte ihrer Familie. Ein Mitglied derselben, Hermann von Neuenahr, wurde später Dompropst (1524) und war damit zugleich Kanzler der alten Kölner Universität. In dieser Position unterstanden ihm die offizielle Verleihung der akademischen Grade sowie die kirchliche Lehraufsicht.

### Grablege der Grafen von Neuenahr

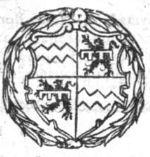
Wappenschild der Walburga von Manderscheid in der Kirche St. Maria ad Ortum, um 1505/08 (Abzeichnung von 1645)

In der Familiengruft der Grafen von Neuenahr im linken (nördlichem) Chorraum von St. Maria ad Ortum wurden unter anderem bestattet:
- Gumprecht II. von Neuenahr (* um 1400; † 1484) und seine Frau
- Margarethe Gräfin von Limburg († um 1459), Herrin zu Bedburg und Hackenbroich; ihre Grabinschrift ist bei Aegidius Gelenius[6] und in der Sammlung Alfter[7][8] überliefert,
- Johann VII. von Salm-Reifferscheidt-Dyck (* um 1440; † 1479)[6] und seine Frau
- Philippina von Neuenahr (* um 1445; † 1494), Herrin von Hackenbroich,[6][9]
- Wilhelm I. von Neuenahr (* um 1447; † 1497); sein Sohn Hermann von Neuenahr der Ältere verfasste seine Grabinschrift,[6] und seine Frau
- Walburga von Manderscheid (* 1468; † 1530/35)
- Hermann von Neuenahr der Ältere (1492–1530); Georg II. von Helfenstein (1518–1573), der sich 1562 in Köln aufhielt, ließ ihm einen Grabstein setzen.[10]

Um 1505/08 ließen Walburga von Manderscheid und ihre Söhne die neuenahrsche Grablege zu einem Dynastengrab umgestalten. Auf einem Glasfenster war nach einer Beschreibung des Johann Gottfried von Redinghoven (1628–1704) das Elternpaar mit seinen drei Kindern kniend dargestellt. Das Kunstwerk wurde vermutlich 1805 zerstört.

## Ordensgründung
Der Name des Ordens erscheint erstmals als „conventus de Rile“ (Riehl?) in den Schreinsbüchern des Jahres 1220. Durch den Kölner Erzbischof Engelbert I, einem ersten „Gönner“ des Ordens, wurde den Ordensschwestern eine Um- und Ansiedlung auf erzbischöflichem Grund und Boden in Köln ermöglicht. Um das Jahr 1233 konstituierte sich am „Mariengarten“, der späteren „Mariengartengasse“ in der Kölner Innenstadt, ein Kloster der Zisterzienserinnen. Der Frauenorden orientierte sich mit seinen Regeln nach dem Ursprungskloster in Cîteaux (Cistercium). Das Kölner Kloster war in den Orden inkorporiert, es unterstand damit einem vom Generalkapitel ernannten Vaterabt und genoss sonst die gleichen Privilegien wie ein Männerorden. Eine der für die spätere Zeit überlieferten Abteien, die den Vaterabt stellten, war die Abtei des Klosters Kamp im heutigen Kamp-Lintfort. Der Abt hatte den Kölner Konvent jährlich zu visitieren und die Anzahl der Mitglieder festzulegen. Er hatte eine eventuell neugewählte Äbtissin zu bestätigen und bestimmte den Beichtvater des Klosters. Wie bei vielen zu dieser Zeit entstehenden Frauenorden entstammte auch im Kloster „Mariengarten“ ein hoher Anteil der Ordensfrauen aus den Häusern des örtlichen Adels und der Patrizierfamilien. Dies hatte zur Folge, dass aufgrund des eingebrachten „vorgezogenen Erbes“ oder Schenkungen der Familien der Nonnen der Konvent rasch zu Wohlstand und umfangreichem Besitztum gelangte. Der Andrang ins klösterliche Leben war so groß, dass schon im Jahr 1236 einunddreißig Jungfrauen aus dem Kölner Kloster Mariengarten in die in der Nähe liegende Neugründung der Zisterzienserinnen Kloster Marienborn Hürth-Burbach übersiedelten.

## Kapelle Maria ad Ortum

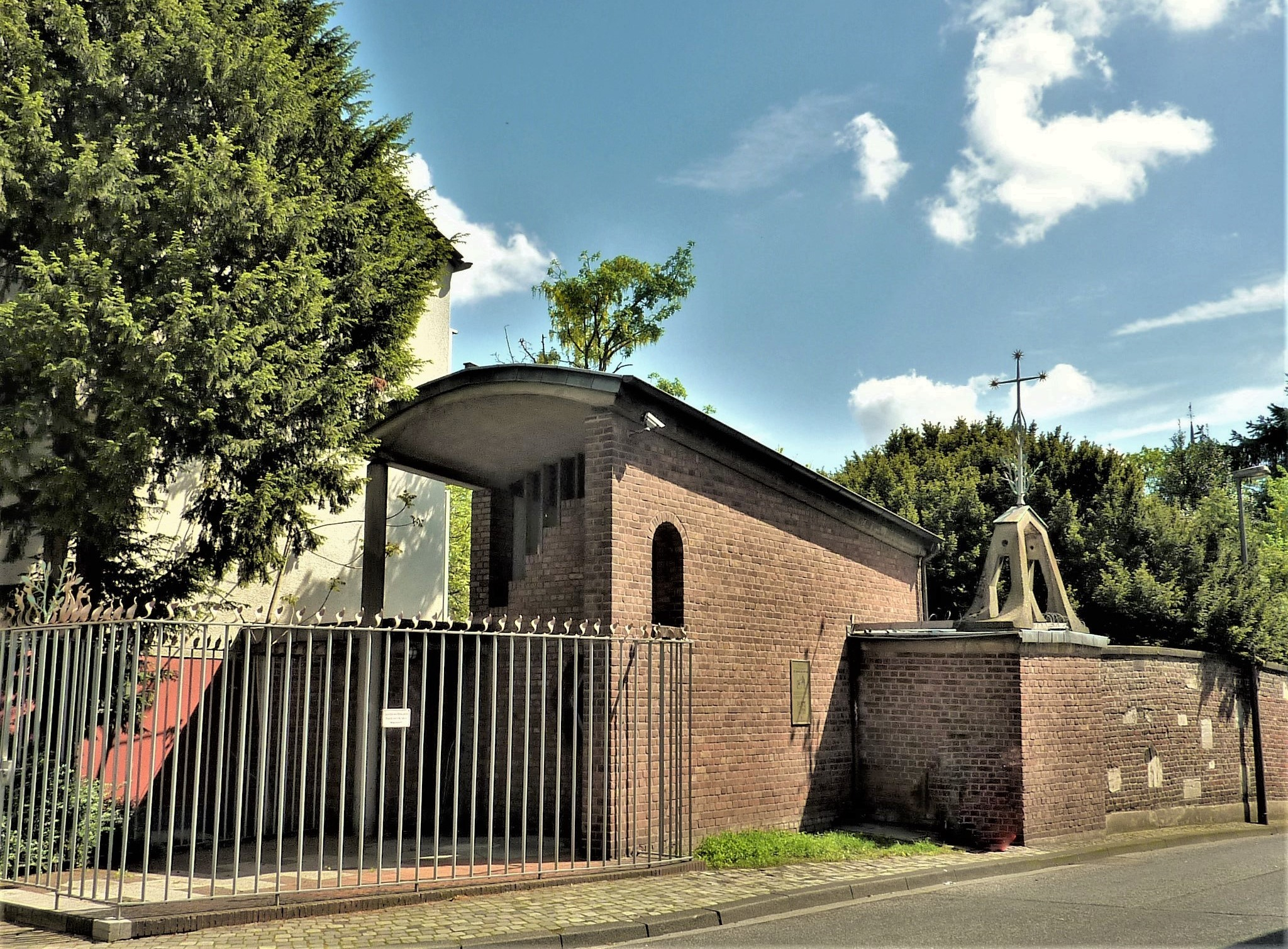
Kapelle St. Maria ad Ortum

Auf dem Gelände des ehemaligen Klosters stehen heute Gebäude des Westdeutschen Rundfunks. Die verbliebenen Grundstücke zwischen der Rundfunkanstalt (Straße „An der Rechtschule“) bis zur Straße „Burgmauer“ sind noch heute mit Gärten durchsetzt. Wie in alter Zeit werden auch jetzt noch viele der sich in kirchlichem Besitz befindlichen Häuser von geistlichen Würdenträgern bewohnt. In Anlehnung an die roten Kragen (Kollar) der in diesem „Viertel“ häufig zu sehenden geistlichen Herren, spricht der Volksmund auch vom „Rotkehlchenviertel“.
Die heutige Kapelle Maria ad Ortum wurde zum Gedenken an Kloster und Kirche errichtet. Sie dient in heutiger Zeit als Aufbahrungsstätte verstorbener Mitglieder des Domkapitels vor deren Bestattung.
Sie befindet sich an der Ecke der an dieser Stelle erhöht verlaufenden Straßen Burgmauer und Mariengartengasse im Zentrum der Innenstadt oberhalb des Restes eines Wehrturmes der römischen Stadtmauer an der Komödienstraße und damit in unmittelbarer Nähe zum ehemaligen Standort. Die Kapelle liegt im Stadtteil Altstadt-Nord und gehört zum Stadtbezirk Innenstadt von Köln. Diese Andachtsstätte ist, obwohl sie im Zentrum der Stadt liegt, auch heute noch ein Ort der Ruhe.
Siehe auch: Liste der Zisterzienserklöster.